# Monti Śnieżnik
I Monti Śnieżnik (in polacco: Masyw Śnieżnika; in lingua ceca: Králický Sněžník; in tedesco: Glatzer Schneegebirge) sono il massiccio montuoso più alto della parte polacca dei Sudeti Orientali; sono situati in Polonia al confine con la Repubblica Ceca. Amministrativamente fanno parte del Distretto di Kłodzko, nel Voivodato della Bassa Slesia.
Il versante polacco è in gran parte incluso nel Parco paesaggistico Śnieżnik (Śnieżnicki Park Krajobrazowy).

## Geografia
I Monti Śnieżnik sono delimitati a ovest dal corso dell'Alta Nysa; il Passo Międzyleska li separa dai Monti Bystrzyckie e dai Sudeti Centrali. 
A nord il limite è segnato dal Passo Puchaczówka e dalle valli Biała Woda e Sienna Woda; a sud il confine passa ai piedi dei Hrubý Jeseník. A est, attraverso il Passo Płoszczyzna, confina con i Monti Bialskie e nella Repubblica Ceca con i Monti Dorati.
La maggior parte dell'area del massiccio di Śnieżnik, circa 200 km2, appartiene al Distretto di Kłodzko, nel Voivodato della Bassa Slesia, in Polonia. La parte rimanente, circa 76 km2, appartiene alla Repubblica Ceca.